# 矢部次郎
矢部 次郎（やべ じろう、1978年5月26日 - ）は、奈良県出身の元サッカー選手、サッカー指導者。現役時代のポジションはミッドフィールダー。2013年まで奈良クラブの監督を、その後奈良クラブのゼネラルマネージャー、運営法人「NPO法人奈良クラブ」理事長。

## 経歴

### プロ入り前
名古屋市で4人兄弟の末弟として生まれる。父親の仕事のためで4歳で岡山市に、小学校1年生の時に奈良市に転居した。8歳上の兄がプレーしていたことと『キャプテン翼』の影響があり、小学校に入るとサッカーに魅かれて3年生の時に地元の少年団・二名FCに入団した。週3回の練習では物足りず、毎日1時間は家の前で練習していたという。2歳上に藤井健太、2歳下には林丈統がいるなど二名FCではチームメートに恵まれていた。二名中学に進んでサッカー部に入部し、3年生の時には県大会で優勝して県選抜にも選ばれている。
全国大会出場を目指し、県内の強豪である奈良育英高校に進学した。同期には中谷勇介、東幸一がいた。2学年上の楢﨑正剛らの技術力の高さに衝撃を受けたという。1年生の時、チームは選手権大会でベスト4まで進出したが、登録メンバーには入れなかった。2年生になると70名を超える部員の中でレギュラーとして出場する機会が増えたが、自転車登校中に乗用車と衝突し、右足の靱帯を損傷して全治半年の重傷を負った。筋力トレーニングなどを重ねて11月頃には回復して試合の終盤から出場するようになったが、選手権大会の県予選でPK戦のキッカーを任されて失敗し、チームも敗れた。
3年生の夏に初めて名古屋グランパスエイトの練習キャンプに参加し、以降も練習などに参加してドラガン・ストイコビッチや小倉隆史らのプレーに触れた事で、プロに進みたいと明確に思い始めた。11月にサッカー部監督の上間政彦を通じてグランパスから入団のオファーを受けたが、父親からは進学して教員免許を取るよう勧められて進路を悩んだ。上間から「自分の進路は自分で決めろ」と言われたのがきっかけでプロ入りを決断したという。同年は自身初の選手権大会に出場し、初戦の2回戦は勝利したがベスト16で大島秀夫らを擁する前橋育英と対戦し、PK戦で敗れた。

### プロサッカー選手時代
グランパスに入ると、当初は練習についていくのが精一杯で、レギュラー陣とのレベルの違いを痛感させられた。一方、中谷や古賀正紘ら同期入団の5名とは苦楽を分かち合い、後々まで親交が続いている。1年目の1997年はサテライトの試合に出場するだけでJリーグの試合には出られず、練習後に1人で自主練習を繰り返していた。一方、1軍の練習には呼ばれるなど監督のカルロス・ケイロスから一定の評価は受けていた。しかし同年末に監督が田中孝司に代わると1軍と2軍の線引がより明確になり、2、3年目も1軍での出場はなかった。1998年頃には大熊清の斡旋で東京ガスの練習への参加を希望したが、チーム事情により許可されなかった。
同期の選手が活躍する中で焦りを感じ、4年目の2000年は従来以上に率先して練習に取り組んだが、引き続き出場機会はなかった。5月になりチームの強化担当者に相談したところサガン鳥栖からのオファーを提示され、出場機会を求めてレンタル移籍を決めた。6月に三原廣樹とともにサガンに移籍すると、同年代の選手が多くアットホームな雰囲気が合い、すぐにチームに溶けこむことができた。初めて先発した移籍3試合目の大宮アルディージャとの試合でJリーグ初ゴールを決め、さらに翌々戦の浦和レッズとの試合でも先発して三原とともにゴールを決めて2-0で勝つジャイアント・キリングに貢献し、チームメートやサポーターから信頼を受けるようになった。一方、直前の練習で竹元義幸を負傷させてしまっており、複雑な気持ちがあったという。三原とともにダブルボランチを務めることでチームのバランスが良くなり、順位も上昇していった。
2001年は2月のキャンプから参加できたことでチームメートの理解が深まり、中心選手としてJ233試合に出場した。出場を続けることで試合全体の流れを読み取れるようになり、1年を通じてリーグ戦を戦うコンディション調整も習得できたという。2002年は監督の副島博志による理論的な指導と入念な練習への準備があって非常にプレーがしやすく、リーグ戦40試合に出場した。また、ダビド・ビスコンティのプレーからは学ぶ点が多かったという。同年コーチのC級ライセンスを取得した。
2003年はチームがリーグ最下位、自身も13試合のみの出場に終わったことに危機感を覚え、個人トレーナーと契約するなどオフは肉体改造やメンタルトレーニングに重点をおいた。2004年は自主トレの効果を感じつつも、2001年末から非常に悪化していた 経営問題に関する報道が続き、チームの雰囲気は非常に悪くリーグ戦は11位に終わった。自身はリーグ戦30試合に出場したが、11月の契約更改で10名以上のチームメートとともにチームを解雇された。
現役続行を目指して2度のトライアウトに参加したがJ1やJ2のチームからオファーはなく、諦めかけた頃にFCホリコシから誘いを受けて入団した。アマラオらも加入した2005年はJ2昇格を目指していたが、JFLでは8位に終わり、成績には不満を感じたという。チームにはアマチュア契約の選手も多く、アルバイトを奨励するチーム方針もあって自身もサッカースクールでコーチを務めた。2006年は年初のチーム練習で股関節を故障したが、キャプテンだったため簡単に欠場できず、休み休みプレーを続けた。しかし本来のプレーは全くできず、チームも低迷して7月に解雇を告げられ、最後の試合にフル出場して退団した。

### 最初の現役引退
2006年8月に奈良県に戻り、奈良でＪリーグを目指すクラブに参加したいと考え、各地で少年サッカーの練習に参加するなど地道にネットワークを広げた。10月には高校時代の友人らとともにサッカースクールを設立している。活動が徐々に知られるようになり、2007年には国体の成年男子サッカーの監督就任を打診され、即答で引き受けた。チーム編成のため関西リーグから奈良県リーグ3部まで多くのチームを回り、ポテンシャルの高い選手が多いことを知ったという。社会人の選手がほとんどのため午後8時から練習を行なったが、県内では夜間練習の設備が少なく苦労した。国体予選では初戦で大阪府代表に敗れたが、解散日にフットサルをするなどチームの雰囲気はまとまりがあった。

### 現役復帰
国体予選終了後はJリーグ昇格を目指すチームを求めて県内を回ったが、なかなか賛同は得られなかった。その中で都南クラブの代表と監督が考えに賛成し、2008年4月に「奈良クラブ」に名称を変更して活動を始めた。また、股関節の快復もあって自身も現役に復帰している。1年半のブランクがあってコンディション調整などがうまくいかず、チームも練習環境を整えるのに苦労したが、同年の関西府県リーグ決勝大会で優勝して関西リーグ2部へ昇格した。選手が自信をつけてきた2009年は関西リーグ2部で優勝し、天皇杯でも県代表になった。本体会では初戦で勝ち、2回戦でアルビレックス新潟と対戦した。試合は0-3で敗れたが、試合後にアルビレックスのサポーター約3,000人から奈良クラブコールがあり、非常に感動してサッカーの素晴らしさを再認識したという。
2010年はNPO法人を設立し、自身は現役を続けながら練習メニューの考案やスポンサーへの営業などのチーム運営に携わった。一方で従来の方法に限界を感じ、2011年は初めてプロ監督である吉田悟を招聘するとともに、練習時間を夜間から午前中に切り替えた。これによりチームに参加できなくなる選手も生じたが、強化に成功して関西リーグ1部で優勝を果たした。自身もプレーや営業、少年サッカーの指導などに集中できるようになったという。同年をもって、現役を再び引退した。

### 現役引退後
2012年より、奈良クラブのゼネラルマネージャー兼アンバサダーに就任した。また同年7月3日付で羽中田昌が監督を辞任したため監督代行も務め、 2013年1月9日からは正式に監督に就任した が、同年10月10日、監督職を水越潤に譲りGM専任となった。2016年よりGMと兼務で同クラブを運営する「NPO法人奈良クラブ」理事長に就任。2018年より理事長を専任。

## エピソード
- 2000年に、奈良県出身の女性と結婚している[13]。
- 中学校3年生まで習っていた絵を描くことが趣味で、奈良クラブではエンブレムのデザインを考案している[33]。
- メインMCを務める矢部浩之と同じ名字だったことから何度かやべっちFC〜日本サッカー応援宣言〜に出演している。最初はハーイ!やべっちにおけるビデオ出演だったが、その後矢部浩之がフットサルをする企画では彼と同じチームのメンバーとして出演した。
- 高校の先輩である柳本啓成が運営するYANAGI FIELDのコーチを務めていたが退社後、奈良クラブを現役でプレーしつつ奈良クラブのジュニアのコーチも兼任している。

## 所属チーム
ユース経歴
- 二名FC
- 1991年 - 1993年 奈良市立二名中学校
- 1994年 - 1996年 奈良育英高校

プロ・シニア経歴
- 1997年 - 2000年5月  名古屋グランパスエイト
  - 2000年6月 - 2000年12月  サガン鳥栖 (期限付き移籍)
- 2001年 - 2004年  サガン鳥栖
- 2005年 - 2006年7月  FCホリコシ / アルテ高崎
- 2008年 - 2011年  奈良クラブ

## 個人成績
| 国内大会個人成績 | 国内大会個人成績 | 国内大会個人成績 | 国内大会個人成績 | 国内大会個人成績 | 国内大会個人成績 | 国内大会個人成績 | 国内大会個人成績 | 国内大会個人成績 | 国内大会個人成績 | 国内大会個人成績 | 国内大会個人成績 |
| 年度             | クラブ           | 背番号           | リーグ           | リーグ戦         | リーグ戦         | リーグ杯         | リーグ杯         | オープン杯       | オープン杯       | 期間通算         | 期間通算         |
| 年度             | クラブ           | 背番号           | リーグ           | 出場             | 得点             | 出場             | 得点             | 出場             | 得点             | 出場             | 得点             |
| 日本             | 日本             | 日本             | 日本             | リーグ戦         | リーグ戦         | リーグ杯         | リーグ杯         | 天皇杯           | 天皇杯           | 期間通算         | 期間通算         |
| ---------------- | ---------------- | ---------------- | ---------------- | ---------------- | ---------------- | ---------------- | ---------------- | ---------------- | ---------------- | ---------------- | ---------------- |
| 1997             | 名古屋           | 30               | J                | 0                | 0                | 0                | 0                | 0                | 0                | 0                | 0                |
| 1998             | 名古屋           | 29               | J                | 0                | 0                | 0                | 0                | 0                | 0                | 0                | 0                |
| 1999             | 名古屋           | 29               | J1               | 0                | 0                | 0                | 0                | 0                | 0                | 0                | 0                |
| 2000             | 名古屋           | 29               | J1               | 0                | 0                | 0                | 0                | -                | -                | 0                | 0                |
| 2000             | 鳥栖             | 26               | J2               | 20               | 2                | 0                | 0                | 1                | 1                | 21               | 3                |
| 2001             | 鳥栖             | 26               | J2               | 33               | 4                | 0                | 0                | 4                | 0                | 37               | 4                |
| 2002             | 鳥栖             | 26               | J2               | 40               | 3                | -                | -                | 3                | 1                | 43               | 4                |
| 2003             | 鳥栖             | 26               | J2               | 13               | 0                | -                | -                | 1                | 0                | 14               | 0                |
| 2004             | 鳥栖             | 26               | J2               | 30               | 2                | -                | -                | 2                | 0                | 32               | 2                |
| 2005             | ホリコシ         | 26               | JFL              | 29               | 4                | -                | -                | 2                | 0                | 31               | 4                |
| 2006             | 高崎             | 26               | JFL              | 14               | 1                | -                | -                | -                | -                | 14               | 1                |
| 2008             | 奈良             | 26               | 奈良県1部        | 5                | 5                | -                | -                | -                | -                | 5                | 5                |
| 2009             | 奈良             | 26               | 関西2部          | 6                | 2                | -                | -                | 2                | 1                | 8                | 3                |
| 2010             | 奈良             | 26               | 関西1部          | 7                | 2                | -                | -                | 1                | 0                | 8                | 2                |
| 2011             | 奈良             | 26               | 関西1部          | 11               | 1                | -                | -                | 1                | 0                | 12               | 1                |
| 通算             | 日本             | 日本             | J1               | 0                | 0                | 0                | 0                | 0                | 0                | 0                | 0                |
| 通算             | 日本             | 日本             | J2               | 136              | 11               | 0                | 0                | 11               | 2                | 147              | 13               |
| 通算             | 日本             | 日本             | JFL              | 43               | 5                | -                | -                | 2                | 0                | 45               | 5                |
| 通算             | 日本             | 日本             | 関西1部          | 18               | 3                | -                | -                | 2                | 0                | 20               | 3                |
| 通算             | 日本             | 日本             | 関西2部          | 6                | 2                | -                | -                | 2                | 1                | 8                | 3                |
| 通算             | 日本             | 日本             | 奈良県1部        | 5                | 5                | -                | -                | 0                | 0                | 5                | 5                |
| 総通算           | 総通算           | 総通算           | 総通算           | 208              | 26               | 0                | 0                | 17               | 3                | 225              | 29               |

## 指導歴
- 2012年7月 - 2013年10月 奈良クラブ 監督
- 2013年10月 - 奈良クラブ ゼネラルマネージャー

### 監督成績
| 年度   | チーム     | リーグ  | 順位  | 勝点 | 試合数 | 勝 | 分 | 敗 | 得点 | 失点 |
| ------ | ---------- | ------- | ----- | ---- | ------ | -- | -- | -- | ---- | ---- |
| 2012   | 奈良クラブ | 関西1部 | 2位註 | 15   | 5      | 5  | 0  | 0  | 16   | 4    |
| 2013   | 奈良クラブ | 関西1部 | 5位   | 13   | 14     | 3  | 4  | 7  | 11   | 22   |
| 総通算 | 総通算     | 総通算  |       | -    | 19     | 8  | 4  | 7  | -    | -    |

- 註 2012年7月3日に辞任した羽中田昌の代行として指揮、同年7月7日の第10節から10月7日の第14節までの成績[28]。